# Cheyenne Rushing
Cheyenne Rushing (* 28. April 1981 in Temple, Texas) ist eine US-amerikanische Schauspielerin.

## Lebenslauf
Rushing studierte Schauspiel an der Texas State University. 1999 spielte sie an der Seite von Hilary Swank im Film Boys Don’t Cry und wenig später in der Fernsehserie Walker, Texas Ranger sowie im Film Wo dein Herz schlägt mit. Während eines Besuchs der Internationalen Filmfestspiele Berlin entschied sie sich, in Berlin zu bleiben. Sie lernte Deutsch und war anschließend in einigen TV-Produktionen im deutschen Fernsehen zu sehen. 2007 zog sie zurück in die Vereinigten Staaten und arbeitete wieder in Los Angeles.

## Filmografie
- 1999: Boys Don’t Cry
- 1999: Walker, Texas Ranger (Fernsehserie, eine Folge)
- 2000: Wo dein Herz schlägt (Where the Heart Is)
- 2001: Victor – Der Schutzengel (Fernsehserie, eine Folge)
- 2002: Sternenfänger (Fernsehserie, zwei Folgen)
- 2002: Rosa Roth – Geschlossene Gesellschaft (Filmreihe)
- 2002–2006: Absolut das Leben (Fernsehserie, 21 Folgen)
- 2003: Wolffs Revier (Fernsehserie, eine Folge)
- 2003: Traum(a) (Kurzfilm)
- 2003: Hans Christian Andersen: My Life as a Fairy Tale (Fernsehfilm)
- 2004: Die Wache (Fernsehserie, eine Folge)
- 2004: Berlin, Berlin (Fernsehserie, zwei Folgen)
- 2004: Pfarrer Braun – Ein verhexter Fall (Filmreihe)
- 2004: Apokalypse Eis (Post Impact)
- 2005: Popp Dich schlank! (Fernsehfilm)
- 2005: SOKO Leipzig (Fernsehserie, eine Folge)
- 2005: Der Mann, den Frauen wollen (Fernsehfilm)
- 2006: Tristan & Isolde
- 2006: Balko (Fernsehserie, eine Folge)
- 2006: Not a Pick Up Artist (Kurzfilm)
- 2006: Ray of Sunshine
- 2006: Die Steinigung (The Stoning)
- 2006: The Iron Man
- 2008: Die Zeit, die man Leben nennt
- 2009: Immortally Yours